# Amphiuma means
Espèce
Synonymes
- Siren similis Garden in Smith, 1821
- Siren quadrupes Barton in Jarocki, 1822
- Axolotus lacertinus Jarocki, 1822
- Chrysodonta larvaeformis Mitchill, 1822
- Amphiuma didactylum Cuvier, 1827

Statut de conservation UICN

 LC  : Préoccupation mineure
Amphiuma means est une espèce d'urodèles de la famille des Amphiumidae.

## Distribution
Cette espèce est endémique des États-Unis. Elle se rencontre dans la plaine côtière en Virginie, en Caroline du Nord, en Caroline du Sud, en Géorgie, en Floride, en Alabama, au Mississippi et en Louisiane.

## Description

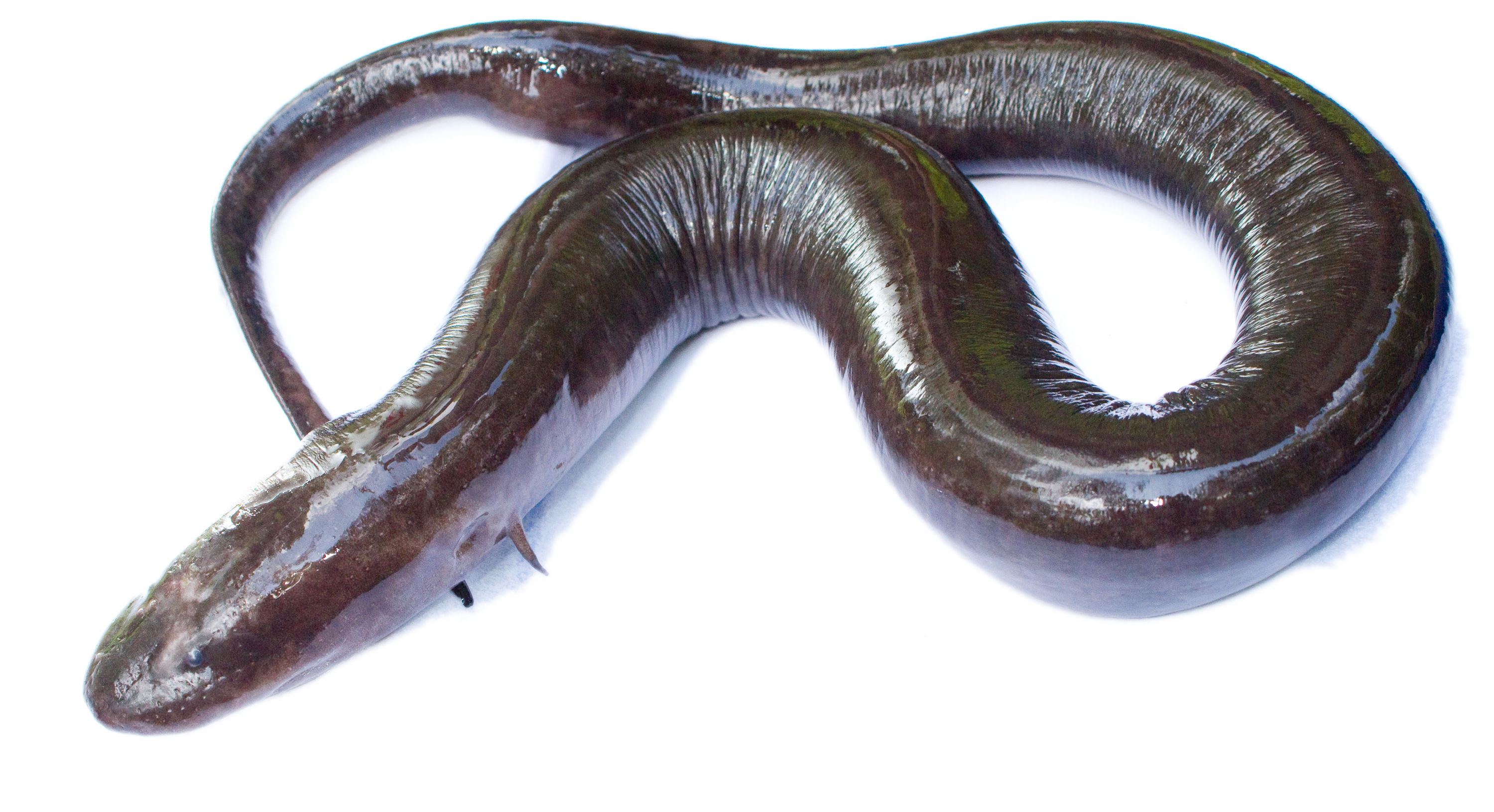
Amphiuma means

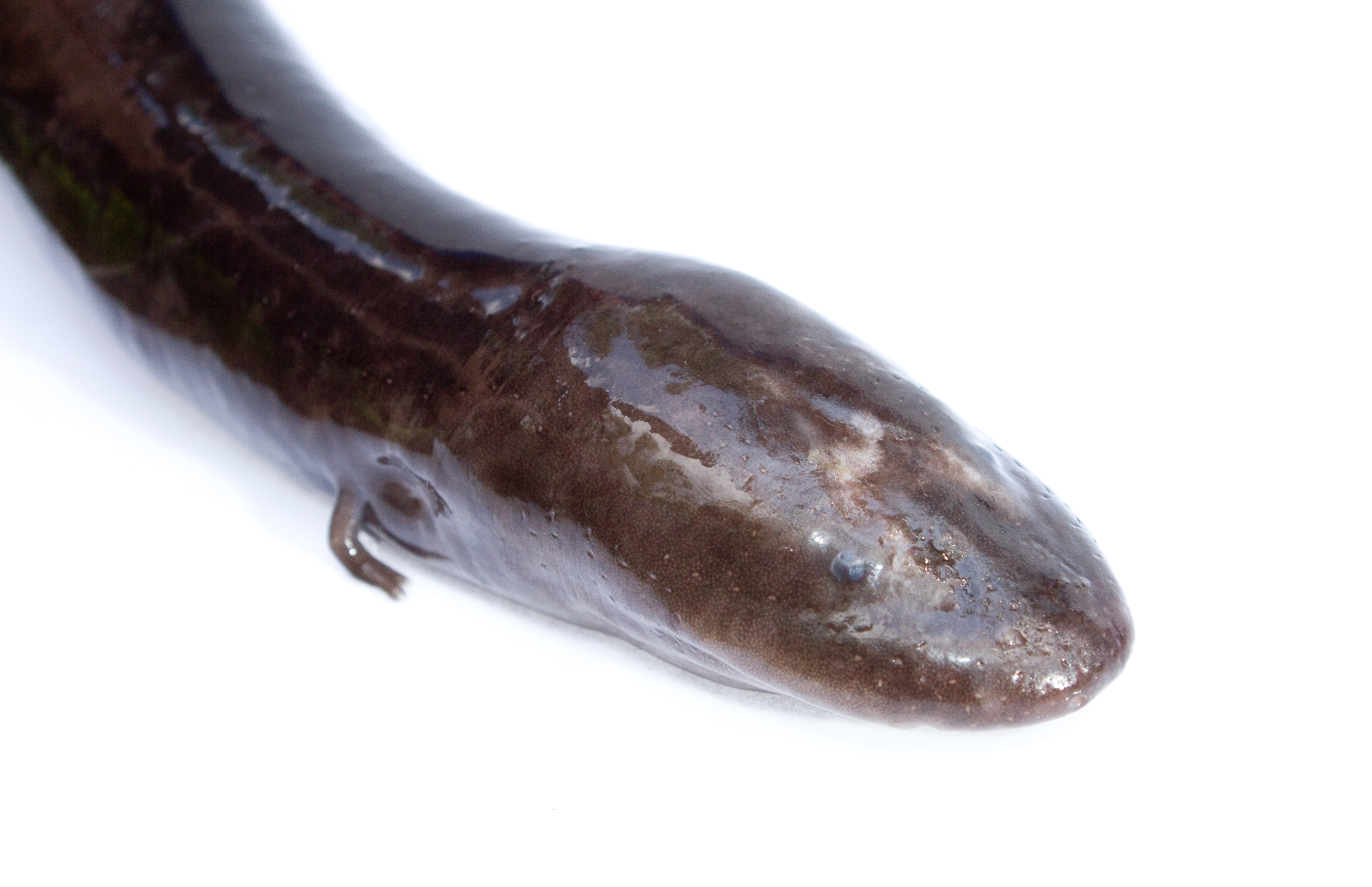
Tête dAmphiuma means

Amphiuma means mesure de 460 à 1 160 mm.

## Publication originale
- Smith, 1821 : A Selection of the Correspondence of Linnaeus and Other Naturalists from the Original Manuscripts, vol. 1, London, Longman, Hurst, Rees, Orme and Brown (texte intégral)